# Копытень европейский
Копы́тень европе́йский, или копытень обыкновенный (лат. Ásarum europaéum) — травянистое растение; вид рода Копытень (Asarum) семейства Кирказоновые (Aristolochiaceae).

## Ботаническое описание
Вечнозелёное многолетнее травянистое растение со шнуровидным ползучим корневищем и ползучим укореняющимся разветвлённым стеблем.
Формула цветка — {\displaystyle \ast P_{(3)}\;A_{6+6}\;G_{(6)}}
Семена распространяются муравьями. Растение имеет специфический острый запах. Цветёт в апреле — мае; семена созревают в июне. Распространяется семенным и вегетативным путём — разрастанием корневищ; при этом копытень часто образует крупные латки.

## Распространение
В России широко распространён в лесной и лесостепной полосе Европейской части и на юге Западной Сибири. Растёт в хвойных, широколиственных и хвойно-широколиственных тенистых лесах. Ядовитое растение.

## Химический состав
В листьях и корневищах, в особых вместилищах содержится эфирное масло, плотная часть которого состоит из ядовитых веществ: азарона, диазарона и азарилового альдегида.
В листьях содержится 40 мг % аскорбиновой кислоты.
Растение имеет острый запах и горький неприятный вкус. На пастбищах животными совершенно не поедается. Особенно ядовит для лошади. Симптомы отравления: рвота и тошнота.

## Лекарственные свойства
Препараты из корневищ и листьев применялись в народной медицине и ветеринарии, гомеопатии как рвотное средство и назначались вместо ипекакуаны. В настоящее время используется редко.
Копытень европейский входит в фармакопеи различных стран Европы (Германия, Польша, Швеция, Швейцария, Нидерланды).
Сырьё из листьев растения в составе настойки применяют при лечении острого радикулита, невралгии. Водные настои применяются при лечении глухоты, головных болей, эпилепсии, ревматизме, подагре, заболеваниях сердечной и нервной системах, параличах, бронхиальной астме, экземах, заболеваниях печени и мочевого пузыря. Препараты на основе копытня улучшают сердечную деятельность, повышают артериальное давление, сужают сосуды, повышает сосудистый тонус.
.
Сырье копытня используют в изготовлении гомеопатических средств.
Водный настой листьев вызывает сужение сосудов и заметно повышает артериальное давление. В этом отношении действие копытня сравнивают с адреналином.
В народной медицине препараты копытня применяются при желтухе, водянке, гастритах, болезнях печени и желчного пузыря, заболеваниях кожи, особенно при экземах нервного происхождения.

## Токсичность
Содержит аристолохиевую кислоту, также как и другие растения семейства Кирказоновые. Аристолохиевая кислота является сильным канцерогеном с отложенным (до 10 лет) сроком действия. Употребление фитопрепаратов на основе продуктов семейства Кирказоновые, в том числе Копытня европейского, значительно увеличивает риск заболеть раком печени или почек.

## Классификация

### Таксономия[8]
Asarum europaeum  L., 1753, Sp. Pl. : 442
Вид Копытень европейский относится к роду Копытень семействa Кирказоновые (Aristolochiaceae) порядка Перечноцветные (Piperales). Таксономическая схема в соответствии с Системой APG IV по состоянию на декабрь 2023 года:
|  |                                      |  |                                   |                                   |                        |  | ещё 2 семейства (Перечные и Савруровые | ещё 2 семейства (Перечные и Савруровые |                      |  |                       |  | еще 131 подтвержденных и 16 в статусе "непроверенных" видов и инфравидовых таксонов | еще 131 подтвержденных и 16 в статусе "непроверенных" видов и инфравидовых таксонов |  |
|  |                                      |  |                                   |                                   |                        |  | ещё 2 семейства (Перечные и Савруровые | ещё 2 семейства (Перечные и Савруровые |                      |  |                       |  | еще 131 подтвержденных и 16 в статусе "непроверенных" видов и инфравидовых таксонов | еще 131 подтвержденных и 16 в статусе "непроверенных" видов и инфравидовых таксонов |  |
|  |                                      |  |                                   | порядок Перечноцветные            |                        |  |                                        |                                        | род Копытень         |  |                       |  |                                                                                     |                                                                                     |  |
|  |                                      |  |                                   | порядок Перечноцветные            |                        |  |                                        |                                        | род Копытень         |  | 1 инфравидовой таксон |  |                                                                                     |                                                                                     |  |
|  | отдел Цветковые, или Покрытосеменные |  |                                   |                                   | семейство Кирказоновые |  |                                        |                                        | Копытень европейский |  |                       |  |                                                                                     |                                                                                     |  |
|  | отдел Цветковые, или Покрытосеменные |  |                                   |                                   |                        |  |                                        |                                        |                      |  |                       |  |                                                                                     |                                                                                     |  |
|  |                                      |  | ещё 63 порядка цветковых растений | ещё 63 порядка цветковых растений |                        |  |                                        | ещё 7 родов                            | ещё 7 родов          |  |                       |  |                                                                                     |                                                                                     |  |
|  |                                      |  |                                   | ещё 63 порядка цветковых растений |                        |  |                                        |                                        | ещё 7 родов          |  |                       |  |                                                                                     |                                                                                     |  |

### Инфравидовой таксон
- Asarum europaeum subsp. italicum Kukkonen & Uotila

### Синонимы
- Asarum europaeum f. patens  Domin
- Asarum europaeum f. pseudocapsicum  Pawł.
- Asarum europaeum var. andreanszkyi  Pénzes
- Asarum europaeum var. romanicum  Kukkonen & Uotila
- Asarum lucidum  Salisb.
- Asarum officinale  Moench
- Asarum renifolium  Stokes
- Asarum reniforme  Gilib.
- Asarum rotundifolium  St.-Lag.